# Artisti e modelle (film 1937)
Artisti e modelle (Artists and Models) è un film del 1937 diretto da Raoul Walsh.